# Concert for George (album)
Concert for George è un album dal vivo tributo in onore di George Harrison, pubblicato nel 2003, un anno dopo il Concert for George, in associazione con la simultanea uscita del DVD del concerto.

## Descrizione
Le prestazioni caratteristiche di una ricchezza di talenti che Harrison ben conosceva furono registrati al Royal Albert Hall il 29 novembre 2002, ovvero il primo anniversario della morte di Harrison. Eric Clapton, uno degli amici più intimi di Harrison, non fu solo esecutore, ma fu anche il direttore musicale dello spettacolo. A rappresentare la musica indiana, una grande influenza sul suono di Harrison, furono Ravi Shankar e sua figlia Anoushka Shankar. Tra gli altri artisti ci sono Jeff Lynne, Gary Brooker, Joe Brown, Tom Petty and the Heartbreakers, Billy Preston e due ex compagni di gruppo di Harrison: Paul McCartney e Ringo Starr.
Concert for George fu pubblicato nel 2003, secondo anniversario della morte di Harrison, ed è stato accolto calorosamente dal pubblico, raggiungendo la posizione numero 97 negli Stati Uniti.
Nel 2008 iTunes pubblicò l'album, e comprendeva Horse to the Water, lasciando l'esibizione dei Monty Python come l'unica parte del concerto non pubblicata. iTunes erroneamente attribuì Paul McCartney come interpreta principale di Your Eyes. McCartney non viene riprodotto nelle tracce.

## Tracce

### Disco 1
1. Ravi Shankar – Sarve Shaam – 3:18
2. Anoushka Shankar – Your Eyes – 8:23
3. Jeff Lynne e Anoushka Shankar – The Inner Light – 3:02
4. Anoushka Shankar – Arpan – 23:02

### Disco 2
1. Jeff Lynne – I Want to Tell You – 2:53
2. Eric Clapton – If I Needed Someone – 2:29
3. Gary Brooker – Old Brown Shoe – 3:48
4. Jeff Lynne – Give Me Love (Give Me Peace on Earth) – 3:29
5. Eric Clapton – Beware of Darkness – 4:01
6. Joe Brown – Here Comes the Sun – 3:40
7. Joe Brown – That's the Way It Goes – 3:40
8. Tom Petty and the Heartbreakers – Taxman – 3:11
9. Tom Petty and the Heartbreakers – I Need You – 3:00
10. Tom Petty and the Heartbreakers con Jeff Lynne e Dhani Harrison – Handle with Care – 3:27
11. Billy Preston – Isn't It a Pity – 6:58
12. Ringo Starr – Photograph – 3:57
13. Ringo Starr – Honey Don't – 3:04
14. Paul McCartney – For You Blue – 3:05
15. Paul McCartney e Eric Clapton – Something – 4:26
16. Paul McCartney – All Things Must Pass – 3:33
17. Paul McCartney e Eric Clapton – While My Guitar Gently Weeps – 5:57
18. Billy Preston – My Sweet Lord – 5:03
19. Eric Clapton and Band – Wah-Wah – 6:06
20. Joe Brown – I'll See You in My Dreams – 4:02

## DVD
Nel 2005 il concerto fu pubblicato in doppio DVD, contenente materiale aggiuntivo, tra cui l'interludio comico-musicale dei Monty Python, e Horse to the Water di Jools Holland e Sam Brown, figlia del cantante Joe Brown.

### DVD 1
Il primo DVD contiene le stesse tracce del doppio disco audio nello stesso ordine.

### DVD 2
Il secondo DVD contiene i seguenti contenuti speciali:
- Theatrical Film (Regia di David Leland)
- Rehearsals
- Interviste